# Zoe McLellan
Zoe McLellan, född 6 november 1974 i La Jolla i Kalifornien, är en amerikansk skådespelerska. Åren 2001–2005 spelade hon Jennifer Coates i TV-serien På heder och samvete.
McLellan växte upp i Washington. Hon är gift med J. P. Gillain, med vilken hon har en son.

## Filmografi (urval)
- 1995 – Mr. Holland's Opus
- 1999 – The Wrong Girl
- 2000 – Dungeons & Dragons
- 2000 – Star Trek: Voyager (gästroll, 2 avsnitt)
- 2001–2005 – På heder och samvete (TV-serie) (återkommande roll i säsong 7-9; huvudroll i säsong 10)
- 2007–2009 – Dirty Sexy Money (TV-serie) (huvudroll)
- 2014–2016 – NCIS (TV-serie) (gästroll, 3 avsnitt)
- 2014–2016 – NCIS: New Orleans (TV-serie) (huvudroll)
- 2016–2017 – Suits (TV-serie) (gästroll, 4 avsnitt)
- 2017–2018 – Designated Survivor (TV-serie) (huvudroll)